# Hugo Antunes
Hugo Antunes (* 5. Juni 1974 in Portugal) ist ein portugiesischer, in Belgien lebender Jazz- und Improvisationsmusiker (Kontrabass).

## Leben und Wirken
Antunez hatte 2000–02 Kontrabass-Unterricht bei Luís Villas Boas in Lissabon, ferner in Workshops bei Mario Rossy, Rufus Reid und Adam Lane. Ab 2005 studierte er am Conservatorium van Amsterdam bei Frans van der Hoeven, ab 2009 am Königlichen Musikkonservatorium in Brüssel bei Christophe Wallemme. Daneben besuchte er Festival-Workshops bei Dave Clark und Michaël Attias. Mit einem Stipendium von INOV ART forschte er über die Improvisationsmusik-Szene in Brüssel. Er spielte in der Formation VELKRO (Album The Future of the Past, Pling Records, 2011); bei Clean Feed Records legte er 2010 sein Debütalbum Roll Call vor. Seit 2011 spielt Antunez im Trio mit dem Trompeter Nate Wooley und dem Schlagzeuger Chris Corsano, alternierend mit dem Schlagzeuger Marek Patrman sowie im Trio mit Giovanni di Domenico und Marek Patrman, ferner mit Thomas Lumley, Niklas Wandt und Carlos Zíngaro.

## Diskographische Hinweise
- Roll Call (Clean Feed, 2010), mit Toine Thys, Daniele Martini, Joao Lobo, Marek Patrman
- Mount Meru: Arbres (Buzz, 2013), mit Lander Gyselinck, Niels Van Heertum, Seppe Gebruers
- Nate Wooley/Hugo Antunes/Chris Corsano/Daniele Martini/Giovanni Di Domenico: Posh Scorch (Orre Records, 2013)
- Nate Wooley/Hugo Antunes/Chris Corsano: Malus (NoBusiness Records, 2014)
- Seppe Gebruers, Hugo Antunes und Paul Lovens: The Room : Time and Space (El Negocito Records, 2018)
- Perspectrum (2020), mit Agustí Fernández, Roger Turner